# Katherine Mansfield Menton Fellowship
Katherine Mansfield Menton Fellowship, wcześniej jako New Zealand Post Katherine Mansfield Prize a następnie Meridian Energy Katherine Mansfield Memoriał Fellowship, jest jedną z najważniejszych literackich nagród Nowej Zelandii. Nazwana została imieniem Katherine Mansfield, jednej z czołowych, modernistycznych,  nowozelandzkich pisarek. Zmarła w wieku 34 lat, we Francji na gruźlicę.
Nagroda zapewnia zwycięzcom - stypendystom, fundusze na transport i zakwaterowanie w Menton we Francji, w Villa Isola Bella, gdzie mieszkała Katherine, gdy stan jej zdrowia pogorszył się.
Stypendium przeznaczone jest dla obywateli i mieszkańców Nowej Zelandii, których twórczość: fikcja, poezja, literatura faktu, powieść dziecięca lub dramaturgia miały korzystny wpływ na kulturę nowozelandzką. W przeciwieństwie do Montana New Zealand Book Awards, które są innymi powszechnie znanymi nowozelandzkimi nagrodami literackimi, Katherine Mansfield Menton Fellowship przeznaczona jest dla osób, które chcą rozwijać swoją przyszłą pracę, a nie dla konkretnej, już opublikowanej pracy.
Nagrodę nadzorowało stowarzyszenie Winn Manson Menton Trust, założone przez Celię Manson i Sheilah Winn, obie pochodzące z Eastbourne, w Nowej Zelandii, we współpracy z rządowym projektem Creative New Zealand. Po śmierci Celie utrzymanie willi we Francji i finansowanie stypendiów było poważnie zagrożone, szczególnie po wycofywaniu się jednego ze sponsorów. Prezesem został Richard Cathi i połączył siły Winn Manson Menton Trust  z Arts Foundation of New Zealand, aby nagroda imienia Katherine Mansfield mogła być kontynuowana.

## Laureaci
| Rok  | Laureat            |
| ---- | ------------------ |
| 2015 | Anna Jackson       |
| 2014 | Mandy Hagar        |
| 2013 | Greg McGee         |
| 2012 | Justin Paton       |
| 2011 | Chris Price        |
| 2010 | Ken Duncum         |
| 2009 | Jenny Pattrick     |
| 2008 | Damien Wilkins     |
| 2007 | Stuart Hoar        |
| 2006 | Fiona Kidman       |
| 2005 | Ian Wedde          |
| 2004 | Bill Manhire       |
| 2003 | Tessa Duder        |
| 2002 | Jenny Bornholdt    |
| 2001 | Catherine Chidgey  |
| 2000 | Stephanie Johnson  |
| 1999 | Elizabeth Knox     |
| 1998 | Maurice Shadbolt   |
| 1997 | Roger Hall         |
| 1996 | Owen Marshall      |
| 1995 | Fiona Farrell      |
| 1994 | Vincent O’Sullivan |
| 1993 | Witi Ihimaera      |
| 1992 | Maurice Gee        |
| 1991 | Nigel Cox          |
| 1990 | Lisa Greenwood     |
| 1989 | Lloyd Jones        |
| 1988 | Louis Johnson      |
| 1987 | Russell Haley      |
| 1986 | Michael Harlow     |
| 1985 | Michael Gifkins    |
| 1984 | Rowley Habib       |
| 1983 | Allen Curnow       |
| 1982 | Michael Jackson    |
| 1981 | Lauris Edmond      |
| 1980 | Marilyn Duckworth  |
| 1979 | Philip Temple      |
| 1978 | Spiro Zavos        |
| 1977 | Barry Mitcalfe     |
| 1976 | Michael King       |
| 1975 | David Mitchell     |
| 1974 | Janet Frame        |
| 1973 | James McNeish      |
| 1972 | C.K. Stead         |
| 1971 | Margaret Scott     |
| 1970 | Owen Leeming       |